# Biserica „Adormirea Maicii Domnului - Precista” din Focșani
Biserica „Adormirea Maicii Domnului - Precista” din Focșani este un monument istoric aflat pe teritoriul municipiului Focșani. În Repertoriul Arheologic Național, monumentul apare cu codul 174753.21.
O ctitorie voievodala este biserica fostei manastiri cu hramul „Adormirea Maicii Domnului” - Precista despre care avem putine stiri documentare; nu se cunoaste actul de intemeiere si nici pisania initiala din cauza cutremurelor, incendiilor si a navalitorilor straini. Acest asezamant a fost zidit in partea moldoveneasca a orasului la inceputul secolului al XVIII lea adica in anul 1710 de catre Nicolae Mavrocordat. Singurele informatii ni le ofera hrisovul din 1733 emis de domnitorul Grigore al II lea Ghica care atesta intemeierea ei de Nicolae Mavrocordat. Pe parcus acestei manastiri i s-au acordat privilegii, iar mai tarziu a devenit metoc al manastirii Mera. Biserica Precista este un monument de plan triflat, avand un pridvor format din arcade, un pronaos despartit de naos, abisale laterale, absida altarului; deasupra pridvorului se ridica turla clopotnita. Intreaga constructie este realizata din caramida, turla este din lemn, biserica nu mai are pictura, pardoseala este din dale de piatra, iar tamplaria din interior este din lemn. Intre pridvor si naos exista o usa din lemn masiv, golurile ferestrelor se decupeaza pe peretele tencuit, iar turla clopotnitei octagonala este realizata dintr-un schelet de lemn.   Datorita stricaciunilor, reparatiile care s-au efectuat nu au pastrat stilul initial al arhitecturii facandu-se unele modificari si adaugiri.